# Punduri (stacja kolejowa)
Punduri (ros. Пундури, łot. Punduri) – nieczynna stacja kolejowa w pobliżu miejscowości Zagriwie, w rejonie pytałowskim, w obwodzie pskowskim, w Rosji. Leży na linii dawnej Kolei Warszawsko-Petersburskiej. Nazwa pochodzi od pobliskiej wsi Punduri, która obecnie leży na Łotwie. Tuż obok stacji przebiega granica rosyjsko-łotewska.

## Historia
Stacja powstała w XIX w. pomiędzy stacjami Korsówka a Żogowo (jeszcze w XIX w. pomiędzy Ponderami a Żogowem powstała stacja Pytałowo). W latach międzywojennych stacja leżała na Łotwie, a czasie sowieckiej okupacji tego kraju, mimo iż leżała na terytorium Rosyjskiej FSRR, podległa była pod Kolej Bałtycką (część Kolei Radzieckich). Po odzyskaniu przez Łotwę niepodległości w 1991 i reaktywacji Kolei Łotewskich w tym samym roku, przez kilka miesięcy stacja Punduri była zarządzana przez łotewskie przedsiębiorstwo. Zgodnie z podpisaną 25 lutego 1992 (ale obowiązującą od 1 stycznia 1992) umową pomiędzy Ministerstwem Transportu Republiki Łotewskiej a Ministerstwem Transportu Federacji Rosyjskiej stacje leżące po rosyjskiej stronie granicy, w tym Punduri, zostały przekazane Kolejom Rosyjskim, które włączyły je do Kolei Październikowej. Umowa ta spotkała się z krytyką części posłów łotewskiego Sejmu.